# Битка при Онекур
Битката при Онекур се състои на 26 май 1642 между армиите на Испания, командвана от Франсиско де Мело и Франция под ръководството на маршал Дьо ла Гиш. Битката завършва с победа на испанците, които губят 500 души, докато френските загуби надхвърлят 7100.